# الكلية الملكية لأطباء النساء والتوليد
الكلية الملكية لأطباء النساء والتوليد هي جمعية مهنية مقرها في المملكة المتحدة. تعمل في مجال التوليد وطب النساء، أي الحمل، والولادة، والعلاقات الجنسية والصحة إلانجابية. تكرس الكلية الملكية لأطباء النساء والتوليد مجهوداتها «لتحسين التمتع الجنسي والإنجابي في جميع أنحاء العالم». الكلية لديها أكثر من 12,000 عضو في أكثر من 100 دولة، ويُقيم أكثر من نصف هؤلاءخارج المملكة المتحدة.
تعرف الكلية هدفها الأساسي وهو «تشجيع الدراسة والنهوض بعلم وممارسة التوليد وأمراض النساء»، على الرغم من أن وثائقها الحاكمة لا تفرض قيودا محددة على عملها. تقع مكاتبها بالقرب من ريجنت بارك في وسط لندن.

## التاريخ
تأسست الكلية الملكية لأطباء النساء والتوليد في عام 1929 من قبل الكلية البريطانية لأطباء النساء والتوليد في سبتمبر 1929 من قبل البروفسور ويليام بلير بيل والسير ويليام فليتشر شو، ومنحت الكلية الملكية لأطباء النساء والتوليدالميثاق الملكي في 21 مارس 1947. على مدى السنوات الثلاث الأولى، تم عمل المكتب من 20، شارع سانت جون، مانشستر. في عام 1932، ثم تم نقل المكتب إلى لندن في 58، شارع الملكة آن. افتتحت دوقة يورك المبنى رسميًا في 5 ديسمبر 1932. مع التوسع المستمر في أنشطة الكلية، فقد تجاوزت مبنى شارع الملكة آن واتخذ قرار في عام 1952 للانتقال إلى أماكن أكبر.
انتقلت الكلية إلى المبنى الحالي في 27 سوسكس بلاس، ريجنت بارك في يوليو 1960. افتتح المبنى الجديد رسميًا من قبل جلالة الملكة إليزابيث في 13 يوليو.

## الأنشطة والمسؤوليات الأساسية
تعزز الكلية معايير الرعاية في أمراض النساء والتوليد من خلال برنامج للبحوث والنشر والمراجعة. وشملت مجالات الدراسات السابقة للولادة تأثير السمنة من الأم الحامل على تكرار العيوب الخلقية. تدرس الكلية وتقيم نتائج الباحثين الآخرين، كما هو الحال في مطالبة عام 1999 بأن القهوة يمكن أن تسبب الإجهاض، والتي وجد أنها غير مدعومة، والعلاقة المزعومة بين سرطان الثدي والإجهاض (فرضية الإجهاض- سرطان الثدي)، والتي وجدت الكلية الملكية لأطباء النساء والتوليد أيضًا أنها غير مدعومة.
نشرت الكلية الملكية لأطباء النساء والتوليد العديد من الأدلة والدراسات الإعلامية، بما في ذلك ثلاثين عملًا على تحديد النسل، أربعة وعشرين عملًا على مضاعفات الحمل، وخمسة أبحاث على الإجهاض. كما ساهمت في مواضيع أخرى تشمل السرطان (سرطان)، الرضاعة الطبيعية (الرضاعة الطبيعية)، مرض السكري (السكري) في الحمل، وحديثي الولادة وإنعاش الوليد، والتي توصي الكلية الملكية لأطباء النساء والتوليد أنها مهارة يجب أن يكتسبها جميع المهنيين في الوقت الحاضر. وبالإضافة إلى ذلك، تنشر الكلية كتبًا تتراوح بين السير الذاتية لأشخاص مهمين في المهنة، وإلى الكتب المدرسية للمتدربين، إلى نتائج البحوث.

## الامتحانات
تعتبر الكلية الملكية لأطباء النساء والتوليد هي المسؤولة عن وضع إطار ومناهج التدريب للدراسات العليا في أمراض التوليد وأمراض النساء في المملكة المتحدة. وهي تجري امتحانين رئيسيين: امتحان العضوية وفحص الدبلوم. ويهدف فحص دبلوم الكلية الملكية لأطباء النساء والتوليد إلى تقييم الأطباء، وخاصةً الممارسين العامين، الذين يرغبون في الحصول على شهادة التخصص في أمراض التوليد وأمراض النساء. امتحان العضوية، الذي عقد لأول مرة في عام 1931، هو المقصود لأولئك الذين يرغبون في التخصص في التوليد وأمراض النساء. يشمل الامتحان فحصًا من جزأين، الجزء الأول للحصول على عضوية الكلية الملكية لأطباء النساء والتوليد وهو فحص تحريري لتقييم العلوم الأساسية والطبية ذات الصلة بالموضوع والجزء الثاني يتكون من أقسام تحريرية وطبية منفصلة.

## الأعضاء والزملاء
يستخدم الأعضاء الرسائل الرسومية لأعضاء الكلية الملكية لأطباء النساء والتوليد. تمنح العضوية في اجتماع للمجلس لمن اجتازوا جميع أجزاء امتحان العضوية.
ويعتبر منح الزمالة علامة على الحصول على مركز متقدم ولا يشير إلى إتمام التدريب. ويتم انتخاب هؤلاء من أولئك الذين كانوا أعضاءًا لمدة 12 عامًا على الأقل. يستخدم الزملاء الرسائل الرسومية لزمالة الكلية الملكية لأطباء النساء والتوليد. ويمكن أيضًا منح الزمالة لمن لم يكونوا أعضاء في الكلية، ولكنهم قد أسهموا إسهامًا كبيرا في النهوض بالتخصص؛ أو هؤلاء الذين قاموا بعمل المثالي في التخصص (الزملاء الشرفاء) أو الأشخاص المتميزين خارج مهنة الطب (الزملاء الفخريون).

## المجلات

### المجلة الدولية لأمراض النساء والتوليد
المجلة الدولية لأمراض النساء والتوليدهي مجلة مستقلة مراجعة افتتاحية الأقران مملوكة للكلية الملكية لأطباء النساء والتوليد تنشر الأعمال والبحوث في جميع مجالات التوليد وأمراض النساء، بما في ذلك وسائل منع الحمل، علم أمراض الجهاز البولي، الخصوبة، الأورام والممارسة السريرية. وهي واحدة من أكثر المجلات قراءة على نطاق واسع في أمراض النساء والتوليد. كان لها تأثير عامل 3.437 وحصلت على تقييم 6/70 لجريدة تقييم المجلات العلمية Journal Citation Reports Ranking  في عام 2009.

### مجلة طبيب النساء والتوليد
مجلة طبيب النساء والتوليد هي مجلة للتنمية المهنية المستمرة تصدرها الكلية الملكية لأطباء النساء والتوليد. وتعرف المجلة بمراجعاتها ومقالات الحكم والتشخيص الطبي.

## روابط خارجية
- Official website
- RCOG Guidelines
- Patient information
- The Obstetrician & Gynaecologist
- BJOG: An International Journal of Obstetrics and Gynaecology

‌